# Argiopinae
Argiopinae Simon, 1890 è una sottofamiglia di ragni appartenente alla famiglia Araneidae.
Il nome deriva dal greco ἀργός, argòs, cioè di un bianco brillante, lucente, e da ὄψ, òps, cioè vista, aspetto, per la colorazione vivace con cui si presenta e il suffisso -inae proprio di tutte le sottofamiglie.

## Tassonomia
Al 2007, si compone di quattro generi:
- Argiope AUDOUIN, 1826
- Gea C.L.KOCH, 1843
- Neogea LEVI, 1983
- Witica O.P.-CAMBRIDGE 1895